# 库珀盆地
26°43′53.28″S 141°00′20.92″E / 26.7314667°S 141.0058111°E
库珀盆地（Cooper Basin）亦译柯柏盆地，位于澳大利亚南澳大利亚州东北部，属于伊罗曼加盆地的一部分，面积13万平方公里。盆地内富有石油和天然气资源。1963年在盆地的吉吉尔帕（Gidgealpa）发现天然气田，不久又在蒙巴发现了大气田。1969年建成从蒙巴至阿德莱德的天然气管道，1976年另一条管道开始向悉尼输送天然气。20世纪80年代，又发现了新的石油和天然气。目前库珀盆地已成为澳大利亚最重要的石油和天然气生产基地之一。